# Batrachoseps major
Batrachoseps major é uma espécie de salamandra da família Plethodontidae.
Pode ser encontrada no México e nos Estados Unidos da América.
Os seus habitats naturais são: florestas temperadas, matagal de clima temperado, matagais mediterrânicos, terras aráveis, jardins rurais e áreas urbanas.
Está ameaçada por perda de habitat.